# مایک والتز
مایکل جورج گلن والتز (به انگلیسی: Michael George Glen Waltz شناخته شده به مایک والتز زادۀ ۳۱ ژانویه ۱۹۷۴) سیاستمدار آمریکایی و افسر ارتش ایالات متحده است که از ۲۰ ژانویه تا ۱ مه ۲۰۲۵ به عنوان مشاور امنیت ملی ایالات متحده آمریکا فعالیت کرد. وی پیشتر نماینده ایالات متحده برای منطقه ۶ کنگره فلوریدا بود. او که یکی از اعضای حزب جمهوری‌خواه بود، برای اولین بار در سال ۲۰۱۸ انتخاب شد و جانشین ران دیسانتیس شد که در سال ۲۰۱۸ به عنوان چهل و ششمین فرماندار فلوریدا انتخاب شد. والتز در بوینتون بیچ فلوریدا به دنیا آمد و در جکسونویل بزرگ شد. او مدرک لیسانس هنر را در مطالعات بین‌المللی از مؤسسه نظامی ویرجینیا گرفت و به عنوان ستوان دوم در ارتش ایالات متحده مأمور شد.